# Rauno Pehka
Rauno Pehka, né le 1er janvier 1969, à Keila, en République socialiste soviétique d'Estonie, est un ancien joueur estonien de basket-ball. Il évolue durant sa carrière au poste de meneur.